# Combin de Corbassière
Der Combin de Corbassière ist ein 3716 m ü. M. hoher Berg westlich des Corbassièregletschers in den Walliser Alpen in der Schweiz. Der Gipfel liegt etwas mehr als 4½ Kilometer nördlich des Grand Combin (4314 m ü. M.) und bietet einen informativen Blick auf die Nordseite dieses Berges. 1¼ Kilometer nordwestlich des Combin de Corbassière befindet sich der Petit Combin (3672 m ü. M.).

## Routen
Die einfachste Route führt von der Panossiere-Hütte zunächst südlich am Ostufer des Corbassièregletschers bis zu den Überresten der alten Hütte. Anschliessend überquert man den Gletscher in südwestlicher Richtung und passiert die Spaltenzone zwischen 2800 und 2900 Metern am orographisch linken Rand des Gletschers. Weiter gelangt man in südsüdwestlicher Richtung zu dem flacheren Gletscherbereich südlich von P.3156. Nun wendet man sich nach Nordwesten und erreicht über die Gletscherhänge, zuletzt steil und über einige leichte Felsen mit viel Schutt eine der Scharten westlich (3563 m ü. M.) oder östlich (3564 m ü. M.) des Col de Corbassière. Die östliche Variante ist kürzer und steiler, von der westlichen Scharte muss man zusätzlich den firnbedeckten P.3604 überqueren. Über den oberen Westgrat wird nun, über Firn und Schutt, der Gipfel erreicht. Dieser Anstieg von der Panossiere-Hütte nimmt etwa vier Stunden in Anspruch. Eine Variante der Normalroute ist der Anstieg über den Südgrat, die abhängig von den Verhältnissen günstiger sein kann, erfordert aber etwas Kletterei (II).
Im Rahmen einer mehrtägigen Trekking-Tour "Tour des Combins" können der Petit Combin, der Combin de Corbassiere und der Grand Combin umwandert werden.